# Organización Comunista de Grecia
La Organización Comunista de Grecia (en griego: Κομμουνιστική Οργάνωση Ελλάδας, KOE) es un partido comunista de inspiración maoísta de Grecia, fundado en 2003. No obstante, se declaran "herederos de toda la experiencia del movimiento comunista internacional".

## Orígenes
La KOE tiene sus orígenes en el Partido Comunista de Grecia (KKE). Como resultado de la desestalinización del KKE en 1956, Nikos Zachariadis se marcha de Grecia y muchos partidarios del legado de Stalin en el KKE son expulsados del Partido. Muchos de los militantes expulsados del KKE fundan en 1964 la Organización de Marxistas-Leninistas de Grecia (OMLE, por sus siglas en griego). Muchos de los que fundaron la KOE fueron militantes de la OMLE.
En 1984, los futuros fundadores de la KOE fundaron el colectivo "A/Synecheia", una organización basada en el análisis del mundo envuelto en la Guerra Fría entre los países afines a la OTAN, capitaneados por Estados Unidos, y los afines al Pacto de Varsovia, dirigidos por la URSS. El miembro más prominente de esta organización fue Yannis Hotzeas, un miembro destacado del EAM durante la Resistencia griega contra Italia y Alemania en la Segunda Guerra Mundial.

## Principios ideológicos
La KOE se declara dentro del marxismo revolucionario, siguiendo las ideas de Karl Marx y Friedrich Engels  así como las experiencias del movimiento comunista a nivel mundial, como el leninismo o el maoísmo. La KOE se declara también "contraria al revisionismo".

## Medios de expresión
Cuentan con un periódico llamado Aristerá! ("¡Izquierda!"), que comenzó a ser publicado mensualmente (y en ocasiones bisemanalmente) en febrero de 1996. El último ejemplar en papel de Aristerá! salió en enero de 2010.
Desde febrero de 2010 publican el periódico Drómos tis Aristerás (Δρόμος της αριστεράς, Camino a la Izquierda) junto a otra organización de la coalición Syriza, a la que están asociados. En este periódico cuentan con participantes de la talla del preso político estadounidense Mumia Abu-Jamal o Jose Maria Sison, líder del Partido Comunista de las Filipinas, brazo político de la guerrilla maoísta Nuevo Ejército del Pueblo.

## Participación electoral
A/Synecheia participó en las elecciones municipales griegas de 1994 y 1998, sin obtener representación, con el 4% de los votos, así como en las elecciones europeas de 1999. La KOE apoyó a la coalición Syriza en 2004, aunque no presentaron candidatos a las elecciones parlamentarias ni europeas de ese año. En 2007 se unió a esta coalición. Gracias a esto, miembros de la A/Synecheia fueron elegidos como diputados del Consejo de los Helenos como parte de SYRIZA en las elecciones parlamentarias de mayo y junio de 2012. Desde 2015 la A/Synecheia ya no está vinculada a SYRIZA, siendo independiente. Desde 2012 ya no se ha presentado a otras elecciones parlamentarias, por lo que actualmente carece de representación en el Parlamento Griego.

## Frentes de masas
El sindicato vinculado a la KOE se llama "Unión del Pueblo Trabajador", su organización juvenil se llama simplemente "Jóvenes de la KOE" y sus militantes estudiantes se organizan en "Unidad de Izquierda". Hasta 2008, la organización estudiantil de referencia de la KOE se llamaba "Grupos de Izquierda", fundada en 1989.

## Relaciones internacionales
La KOE forma parte de la Conferencia Internacional de Partidos y Organizaciones Marxista-Leninistas (CIPOML), es miembro fundador de la Conferencia de Partidos Comunistas y Obreros de los Balcanes y del Espacio Antiimperialista del Foro Social Europeo.